# Tesserocerus insignis
Tesserocerus insignis is een keversoort uit de familie snuitkevers (Curculionidae). De wetenschappelijke naam van de soort werd in 1836 gepubliceerd door William Wilson Saunders.